# Sahaja Yoga

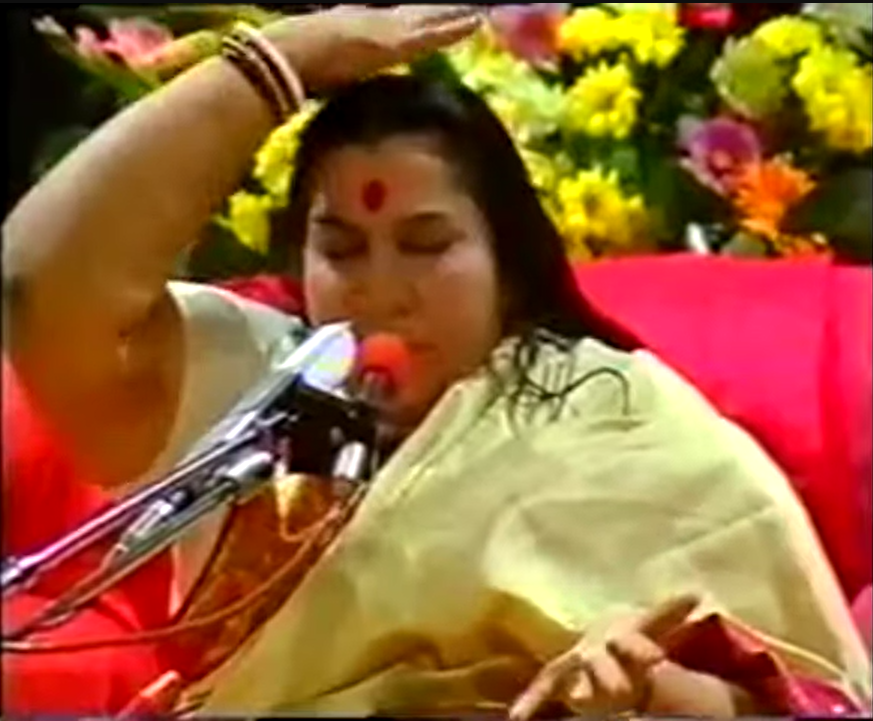
Una dimostrazione di Sahaja yoga a Milano nel 1999, da parte di Shri Mataji.

Sahaja Yoga, che significa «yoga spontaneo» (dal sanscrito sahaja, cioè «immediato» o «naturale», e yoga, «unione») è una delle più recenti tecniche di yoga diffuse a livello mondiale, introdotto da Shri Mataji Nirmala Devi a partire dal 1970 per fornire un metodo di meditazione basato su un'esperienza chiamata dai suoi sostenitori «realizzazione del Sé».
Esso intende risvegliare l'energia cosiddetta Kundalini che si troverebbe alla base della spina dorsale, all'altezza dell'osso sacro, facendola risalire senza sforzi né tensioni sino alla sommità della testa, per unirla con l'«energia divina» di cui è ritenuto pervaso l'intero universo.

## Il metodo Sahaja Yoga

### Introduzione
Lo yoga è noto da tempi antichissimi in India come una disciplina in grado di purificare il praticante e permettergli il raggiungimento di uno stato di unione con il Divino. In passato, le conoscenze dello yoga erano riservate a pochi eletti, anche perché erano tramandate in sanscrito, un'antica lingua che pochi conoscevano.
Chi voleva accedere a questa conoscenza e realizzare lo yoga, di solito era tenuto a rinunciare alla vita mondana e a dedicarsi all'ascesi al seguito di un maestro spirituale (Guru). Dopo anni di sacrifici e rinunce e avendo ottenuto la completa purificazione, finalmente il discepolo poteva ottenere lo yoga.
In seguito, alcuni yogi hanno cominciato a diffondere queste conoscenze al pubblico. Per esempio, nella Bhagavadgītā. Krishna parla dei vari aspetti dello yoga e lo stesso avviene negli Yoga Sūtra di Patañjali.
Più tardi il santo Gyaneshwara cominciò a parlare di un'energia interiore, chiamata Kundalini, in grado di purificare l'essere umano. Nel sesto capitolo del Gyaneshwari, o Dnyaneshwari, che è un commentario alla Bhagavad Gita, egli descrive il risveglio e l'azione purificatrice della Kundalini:
(Gyaneshwara, Cap 6. Dnyaneshwari)

### Principi di base

#### La Kundalini

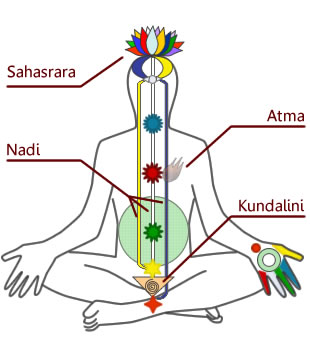
Diagramma con i chakra e la Kundalini

Secondo questa dottrina, alla base del raggiungimento dello yoga, vi è un'energia che risiede nell'osso sacro di ogni essere umano.

Questa energia è chiamata in sanscrito Kundalini, termine che deriva da kundal, che significa "spira", ed indica il fatto che questa energia si trovi avvolta su sé stessa in tre spire e mezzo nella sua sede naturale, chiamata in sanscrito Muladhar. 

La Kundalini si trova allo stato potenziale fin dalla nascita. Nel momento in cui essa è risvegliata, si muove lungo un canale energetico (detto Sushumna Nadi) disposto per tutta la lunghezza della spina dorsale, attraversa il cervello e poi un'area detta "osso della fontanella" disposta sulla cima della testa (la parte del cranio che è morbida nei neonati); infine la Kundalini fuoriesce e si connette con l'energia universale e questa unione è detta appunto yoga.

#### Il sistema energetico
Secondo la tradizione yogica, all'interno di ogni essere umano esiste un complesso sistema energetico (detto anche sistema sottile) costituito da canali, detti nadi, e da centri energetici, detti chakra. 
I tre canali principali sono:
- il canale sinistro o canale lunare, detto Ida Nadi o Tamo Guna
- il canale destro o canale solare, detto Pingala Nadi o Rajo Guna
- il canale centrale, detto Sushumna Nadi o Satwa Guna

Questi canali energetici avrebbero una corrispondenza con il sistema nervoso autonomo e più precisamente il canale centrale corrisponde al sistema nervoso parasimpatico, mentre i due canali laterali corrispondono al sistema nervoso simpatico. Recenti studi scientifici sulla meditazione yoga che hanno messo in evidenza questa corrispondenza.

#### La Realizzazione del Sé
Lo scopo fondamentale del risveglio della Kundalini è quello di ottenere la "Realizzazione del Sé". Il Sé, o Spirito, viene chiamato Ātman in sanscrito ed indica la pura essenza di ogni essere vivente. Esso si dice risiedere nel Cuore (Anahat chakra). L'effetto della Kundalini, quando è risvegliata, è di andare ad agire su tutti i chakra dando loro energia e permettendo loro di migliorare. In particolare, a livello del chakra del Cuore, si ritiene che essa permetta al Sé di risvegliarsi e di manifestare le sue qualità precipue, tra le quali la pura gioia dell'esistenza e l'amore incondizionato.

### Definizione del metodo
Il metodo di Sahaja Yoga si propone di permettere il risveglio della Kundalini. Una volta che la Kundalini è risvegliata, essa si manifesta fisicamente come una gentile brezza fresca, sulle mani e sul Sahasrara chakra (cioè sulla cima della testa); il praticante si sente più rilassato e con la mente sgombra, in uno stato di consapevolezza senza pensieri. 
Nel Dnyaneshwari è scritto:
(Gyaneshwara, Cap 6. Dnyaneshwari)
Quando la Kundalini sale lungo il sistema sottile dà energia ai vari chakra e durante questo processo segnala lo stato corrente dei chakra sulle mani attraverso sensazioni percettibili, in quanto esiste una corrispondenza fra i chakra e le varie parti della mano (riflessologia).
In questo modo è possibile avere una conoscenza obiettiva del proprio stato interiore e poter così intervenire per migliorare la condizione dei propri chakra; per questo motivo, viene detto in Sahaja Yoga che il praticante è in grado di diventare il maestro di sé stesso.

#### La Meditazione
Il metodo di meditazione sahaj è stato sviluppato durante gli anni settanta da Shri Mataji Nirmala Devi.

Secondo i suoi insegnamenti, lo scopo della meditazione è di raggiungere lo stato di consapevolezza senza pensieri e la meditazione è un'esperienza interiore spirituale e non strettamente devozionale.

Riguardo alla meditazione, Shri Mataji ha detto:
"La meditazione è il solo modo di crescere. Perché quando meditate siete nel silenzio, siete nella consapevolezza senza pensieri, allora ha luogo la crescita della consapevolezza."
"Tutto è stato facilitato per voi in Sahaja Yoga ed anche semplificato. Non dovete soffrire la fame o digiunare, non dovete diventare vegetariani né dovete andarvi a sedere sotto il sole o meditare sull'Himalaya. Niente di tutto questo. Potete sedervi, in modo confortevole, dove desiderate ed entrare in meditazione. Tutto senza difficoltà. E quando avete stabilizzato il vostro Spirito, potete gioire di ogni bella cosa. Nel complesso, per alcune persone, forse questo è veramente troppo. Immaginate di trovarvi seduti nel deserto del Sahara, con un vento che soffia all'impazzata sulle vostre teste: "Che cosa sta succedendo?", direste, "Come è possibile vivere qui? Una vita così dura!". Ma voi non vi sentite così, perché avete il conforto dello Spirito dentro di voi. Si tratta del conforto dello Spirito e per il conforto dello Spirito voi non avete bisogno di nulla. Questa è la vostra ricchezza".

## L'organizzazione di Sahaja Yoga

### Vishwa Nirmala Dharma
L'organizzazione dei praticanti Sahaja Yoga si chiama Vishwa Nirmala Dharma, termine sanscrito che significa "Pura Religione Universale". La diffusione di Vishwa Nirmala Dharma in Italia ebbe inizio subito dopo la prima presentazione delle tecniche di meditazione Sahaja Yoga effettuata dalla fondatrice, Shri Nirmala Srivastava, nel 1981 a Roma, ad opera di un gruppo di frequentatori. 
Nel novembre del 1990 gli associati decisero di dare una base giuridica alla presenza di Vishwa Nirmala Dharma in Italia. All'Associazione Nirmala Dharma venne assegnata una missione eminentemente culturale, di diffusione di orientamenti culturali e di tecniche di meditazione di derivazione induista.
Negli anni 90, i fondatori decisero di modificare la ragione sociale e il nome dell'associazione, che divenne  “Vishwa Nirmala Dharma- La Pura Religione Universale”; la ragione sociale fu estesa anche alle attività di istruzione, assistenza e beneficenza.
Corsi di sahaja yoga sono stati previsti nella sezione femminile del carcere di Latina.

## Critiche
Un opuscolo della INFORM (ente con scopi benefici fondato da Eileen Barker nel 1988 presso la London School of Economics) pubblicato nel 2001 sottolinea i pericoli che potrebbero derivare dall'affidarsi totalmente al Guru e suggerisce che potrebbero esserci forti pressioni psicologiche nel caso un membro voglia lasciare il gruppo.
David V. Barrett, nel saggio The New Believers, riporta che critiche al gruppo sono state mosse anche in relazione alla circostanza che in esso si spingerebbero i membri a fare donazioni per pagare i viaggi di Mataji e l'acquisto di costose proprietà. Barret riporta anche che taluni membri sarebbero stati espulsi perché avrebbero resistito all'influenza che Mataji aveva sulle loro vite. Analoghe critiche sono mosse anche da ex membri.
I leader della Sahaja Yoga negano ogni addebito in merito, affermando anche che il proprio gruppo è riconosciuto come religione sia negli Stati Uniti d'America che in Russia e che ogni membro è libero di entrare o uscire dal gruppo anche se riconoscono che i membri sono invitati a fare donazioni per eventi e progetti ma non per i fabbisogni personali dei leader.
Le autorità austriache hanno espresso, in un rapporto prodotto dal Ministero per l'Ambiente, Gioventù e Famiglia, una serie di perplessità legate al fatto che Nirmala Devi venga considerata un'autorità che non può essere messa in discussione, ad aspetti legati ai metodi di cura delle malattie tramite la meditazione e sulla cui efficacia non c'è evidenza scientifica e per l'intervento più o meno diretto del gruppo nella scelta del coniuge per i propri aderenti.